# Dasychira glaucozona
Dasychira glaucozona är en fjärilsart som beskrevs av Collenette 1934. Dasychira glaucozona ingår i släktet Dasychira och familjen tofsspinnare. Inga underarter finns listade i Catalogue of Life.